# Superfast IV
Il Superfast IV è un traghetto appartenente alla compagnia di navigazione greca Superfast Ferries.

## Servizio
La nave fu varata come Kriti IV in Svezia, venendo poi rimorchiata ai cantieri Fosen, in Norvegia, per il completamento. Prima di metterla in servizio, la compagnia scelse di rinominarla Olympic Spirit, per via dell'entusiasmo suscitato in Grecia dalla nomina di Atene come sede dei Giochi Olimpici del 2004; tuttavia il Comitato Olimpico Internazionale, detentore dei diritti per l'utilizzo del marchio Olympic Spirit, impedì alla Anek Lines di utilizzarlo e la nave fu quindi ribattezzata Hellenic Spirit.
Entrata in servizio nel maggio del 2001 sulla linea Ancona - Igoumenitsa - Patrasso insieme alla gemella Olympic Champion, vi rimase in modo continuo anche negli anni seguenti.
A gennaio 2025, con l'acquisizione di Anek Lines da parte dell'Attica Group, passa a Superfast Ferries e viene ribattezzato Superfast IV.
Il 1º giugno 2025, dopo alcuni mesi in cantiere a Perama, salpa per Patrasso, da dove prenderà servizio nei collegamenti tra lo scalo greco, Igoumenitsa ed Ancona, aggiungendosi al già presente gemello Superfast III.

## Navi gemelle
- Superfast III (ex Olympic Champion)